# الیزابت ییتس
الیزابت ییتس (انگلیسی: Elizabeth Yates؛ ح.۱۸۴۵ – ۶ سپتامبر ۱۹۱۸) سیاستمدار اهل نیوزیلند بود. وی اولین زن شهردار در امپراتوری بریتانیا بود.
در ۱۹ سپتامبر ۱۸۹۳ لایحه انتخاباتی فرماندار نیوزیلند، حق رأی زنان را به آنها اعطا کرد. زنان برای اولین بار در انتخابات ۲۸ نوامبر ۱۸۹۳ رای دادند. در سال ۱۸۹۳، الیزابت ییتس شهردار شهر وان هونگا شد، این اولین بار بود که چنین پستی در امپراتوری بریتانیا به یک زن داده می‌شد.